# Résultats détaillés des championnats d'Europe d'athlétisme 1998
Résultats détaillés des Championnats d'Europe d'athlétisme 1998 de Budapest.
| Courses: 100 m - 200 m - 400 m - 800 m - 1 500 m - 5 000 m - 10 000 m - Marathon Obstacles: 100 m haies - 110 m haies - 400 m haies - 3 000 m steeple Marche: 20 km - 10 km - 50 km Sauts: Hauteur - Longueur - Triple saut - Perche Lancers: Javelot - Disque - Poids - Marteau Relais: 4 × 100 m - 4 × 400 m Epreuves combinées: Décathlon - Heptathlon Tableau des médailles - Légende |

## Résultats

### 100 m
| Rang | Pays        | Athlète                 | Temps   |
| ---- | ----------- | ----------------------- | ------- |
| 1    | Royaume-Uni | Darren Campbell         | 10 s 04 |
| 2    | Royaume-Uni | Dwain Chambers          | 10 s 10 |
| 3    | Grèce       | Charalambos Papadias    | 10 s 17 |
| 4    | Italie      | Stefano Tilli           | 10 s 20 |
| 5    | Royaume-Uni | Marlon Devonish         | 10 s 24 |
| 6    | Russie      | Aleksandr Porkhomovskiy | 10 s 29 |
| 7    | Pologne     | Marcin Krzywanski       | 10 s 29 |
| 8    | Pologne     | Marcin Nowak            | 10 s 36 |

| Rang | Pays      | Athlète            | Temps        |
| ---- | --------- | ------------------ | ------------ |
| 1    | France    | Christine Arron    | 10 s 73 (ER) |
| 2    | Russie    | Irina Privalova    | 10 s 83      |
| 3    | Grèce     | Ekateríni Thánou   | 10 s 87      |
| 4    | Ukraine   | Zhanna Pintusevich | 10 s 92      |
| 5    | Allemagne | Melanie Paschke    | 11 s 07      |
| 6    | Bulgarie  | Petya Pendareva    | 11 s 12      |
| 7    | Ukraine   | Anzhela Kravchenko | 11 s 16      |
| 8    | France    | Frédérique Bangué  | 11 s 27      |

### 200 m
| Rang | Pays        | Athlète               | Temps   |
| ---- | ----------- | --------------------- | ------- |
| 1    | Royaume-Uni | Douglas Walker        | 20 s 53 |
| 2    | Royaume-Uni | Doug Turner           | 20 s 64 |
| 3    | Royaume-Uni | Julian Golding        | 20 s 72 |
| 4    | Norvège     | Geir Moen             | 20 s 78 |
| 5    | France      | Rodrigue Nordin       | 20 s 83 |
| 6    | France      | Christophe Cheval     | 20 s 91 |
| 7    | Chypre      | Pródromos Katsantónis | 21 s 24 |
| 8    | Pays-Bas    | Troy Douglas          | DQ      |

| Rang | Pays               | Athlète            | Temps   |
| ---- | ------------------ | ------------------ | ------- |
| 1    | Russie             | Irina Privalova    | 22 s 62 |
| 2    | Ukraine            | Zhanna Pintusevich | 22 s 74 |
| 3    | Allemagne          | Melanie Paschke    | 22 s 78 |
| 4    | Russie             | Natalya Voronova   | 22 s 80 |
| 5    | Bulgarie           | Nora Ivanova       | 23 s 02 |
| 6    | Allemagne          | Sabine Mulrain     | 23 s 04 |
| 7    | Allemagne          | Gabi Rockmeier     | 23 s 08 |
| 8    | République tchèque | Erika Suchovská    | 23 s 18 |

### 400 m
| Rang | Pays        | Athlète          | Temps   |
| ---- | ----------- | ---------------- | ------- |
| 1    | Royaume-Uni | Iwan Thomas      | 44 s 52 |
| 2    | Pologne     | Robert Mackowiak | 45 s 04 |
| 3    | Royaume-Uni | Mark Richardson  | 45 s 14 |
| 4    | Pologne     | Tomasz Czubak    | 45 s 43 |
| 5    | Pologne     | Piotr Haczek     | 45 s 46 |
| 6    | Italie      | Ashraf Saber     | 45 s 67 |
| 7    | Espagne     | David Canal      | 45 s 93 |
| 8    | Royaume-Uni | Solomon Wariso   | DQ      |

| Rang | Pays               | Athlète            | Temps   |
| ---- | ------------------ | ------------------ | ------- |
| 1    | Allemagne          | Grit Breuer        | 49 s 93 |
| 2    | République tchèque | Helena Fuchsová    | 50 s 21 |
| 3    | Russie             | Olga Kotlyarova    | 50 s 38 |
| 4    | Allemagne          | Uta Rohländer      | 50 s 48 |
| 5    | Royaume-Uni        | Allison Curbishley | 51 s 05 |
| 6    | Royaume-Uni        | Donna Fraser       | 51 s 54 |
| 7    | Ukraine            | Olena Rurak        | 51 s 92 |
| 8    | Italie             | Patrizia Spuri     | 51 s 94 |

### 800 m
| Rang | Pays               | Athlète            | Temps         |
| ---- | ------------------ | ------------------ | ------------- |
| 1    | Allemagne          | Nils Schumann      | 1 min 44 s 89 |
| 2    | Suisse             | André Bucher       | 1 min 45 s 04 |
| 3    | République tchèque | Lukas Vydra        | 1 min 45 s 23 |
| 4    | Irlande            | James McIlroy      | 1 min 45 s 46 |
| 5    | Hongrie            | Balázs Korányi     | 1 min 45 s 78 |
| 6    | Pologne            | Wojciech Kaldowski | 1 min 46 s 60 |
| 7    | Italie             | Andrea Longo       | 1 min 46 s 66 |
| 8    | Danemark           | Wilson Kipketer    | 1 min 50 s 13 |

| Rang | Pays        | Athlète             | Temps         |
| ---- | ----------- | ------------------- | ------------- |
| 1    | Russie      | Yelena Afanasyeva   | 1 min 58 s 50 |
| 2    | Suède       | Malin Ewerlöf       | 1 min 59 s 61 |
| 3    | Autriche    | Stephanie Graf      | 2 min 00 s 11 |
| 4    | Roumanie    | Violeta Szekely     | 2 min 00 s 56 |
| 5    | Bulgarie    | Tsvetelina Kirilova | 2 min 00 s 66 |
| 6    | Allemagne   | Heike Meissner      | 2 min 01 s 36 |
| 7    | Biélorussie | Natalya Dukhnova    | 2 min 02 s 14 |
| 8    | Russie      | Larisa Mikhaylova   | DNF           |

### 1 500 m
| Rang | Pays        | Athlète                | Temps         |
| ---- | ----------- | ---------------------- | ------------- |
| 1    | Espagne     | Reyes Estévez          | 3 min 41 s 31 |
| 2    | Portugal    | Rui Silva              | 3 min 41 s 84 |
| 3    | Espagne     | Fermín Cacho           | 3 min 42 s 13 |
| 4    | Royaume-Uni | Tony Whiteman          | 3 min 42 s 27 |
| 5    | Royaume-Uni | John Mayock            | 3 min 42 s 58 |
| 6    | Royaume-Uni | Matthew Yates          | 3 min 42 s 63 |
| 7    | Allemagne   | Rüdiger Stenzel        | 3 min 42 s 75 |
| 8    | France      | Abdel-Kader Chékhémani | 3 min 42 s 92 |

| Rang | Pays               | Athlète             | Temps         |
| ---- | ------------------ | ------------------- | ------------- |
| 1    | Russie             | Svetlana Masterkova | 4 min 11 s 91 |
| 2    | Portugal           | Carla Sacramento    | 4 min 12 s 62 |
| 3    | Suisse             | Anita Weyermann     | 4 min 13 s 06 |
| 4    | Pologne            | Anna Jakubczak      | 4 min 13 s 33 |
| 5    | Roumanie           | Violeta Szekely     | 4 min 14 s 66 |
| 6    | Pologne            | Lidia Chojecka      | 4 min 15 s 00 |
| 7    | République tchèque | Andrea Suldesová    | 4 min 15 s 04 |
| 8    | Espagne            | Maite Zúñiga        | 4 min 15 s 10 |

### 5 000 m
| Rang | Pays      | Athlète         | Temps          |
| ---- | --------- | --------------- | -------------- |
| 1    | Espagne   | Isaac Viciosa   | 13 min 37 s 46 |
| 2    | Espagne   | Manuel Pancorbo | 13 min 38 s 03 |
| 3    | Irlande   | Mark Carroll    | 13 min 38 s 15 |
| 4    | France    | Mustapha Essaid | 13 min 39 s 85 |
| 5    | France    | Abdellah Béhar  | 13 min 40 s 26 |
| 6    | Finlande  | Samuli Vasala   | 13 min 40 s 68 |
| 7    | France    | Driss El Himer  | 13 min 41 s 36 |
| 8    | Slovaquie | Miroslav Vanko  | 13 min 41 s 92 |

| Rang | Pays        | Athlète           | Temps          |
| ---- | ----------- | ----------------- | -------------- |
| 1    | Irlande     | Sonia O'Sullivan  | 15 min 06 s 50 |
| 2    | Roumanie    | Gabriela Szabo    | 15 min 08 s 31 |
| 3    | Espagne     | Marta Dominguez   | 15 min 10 s 54 |
| 4    | Yougoslavie | Olivera Jevtic    | 15 min 16 s 61 |
| 5    | Finlande    | Annemari Sandell  | 15 min 20 s 78 |
| 6    | France      | B. Bitzner-Ducret | 15 min 38 s 61 |
| 7    | Irlande     | Valerie Vaughan   | 15 min 39 s 99 |
| 8    | Espagne     | Teresa Recio      | 15 min 40 s 54 |

### 10 000 m
| Rang | Pays      | Athlète         | Temps          |
| ---- | --------- | --------------- | -------------- |
| 1    | Portugal  | António Pinto   | 27 min 48 s 62 |
| 2    | Allemagne | Dieter Baumann  | 27 min 56 s 75 |
| 3    | Allemagne | Stéphane Franke | 27 min 59 s 90 |
| 4    | Allemagne | Jon Brown       | 28 min 02 s 33 |
| 5    | Espagne   | Bruno Toledo    | 28 min 15 s 17 |
| 6    | Espagne   | Enrique Molina  | 28 min 19 s 54 |
| 7    | Italie    | Rachid Berradi  | 28 min 22 s 31 |
| 8    | Pays-Bas  | Kamiel Maase    | 28 min 26 s 37 |

| Rang | Pays        | Athlète          | Temps          |
| ---- | ----------- | ---------------- | -------------- |
| 1    | Irlande     | Sonia O'Sullivan | 31 min 29 s 33 |
| 2    | Portugal    | Fernanda Ribeiro | 31 min 32 s 42 |
| 3    | Roumanie    | Lidia Simon      | 31 min 32 s 64 |
| 4    | Yougoslavie | Olivera Jevtic   | 31 min 34 s 26 |
| 5    | Royaume-Uni | Paula Radcliffe  | 31 min 36 s 51 |
| 6    | Espagne     | Julia Vaquero    | 31 min 46 s 47 |
| 7    | Finlande    | Annemari Sandell | 32 min 22 s 50 |
| 8    | Allemagne   | Irina Mikitenko  | 32 min 30 s 67 |

### Marathon
| Rang | Pays        | Athlète          | Temps           |
| ---- | ----------- | ---------------- | --------------- |
| 1    | Italie      | Stefano Baldini  | 2 h 12 min 01 s |
| 2    | Italie      | Danilo Goffi     | 2 h 12 min 11 s |
| 3    | Italie      | Vincenzo Modica  | 2 h 12 min 53 s |
| 4    | Espagne     | Julio Rey        | 2 h 13 min 17 s |
| 5    | Espagne     | Alejandro Gómez  | 2 h 13 min 23 s |
| 6    | Espagne     | António Pena     | 2 h 13 min 53 s |
| 7    | Italie      | Giovanni Rugiero | 2 h 13 min 59 s |
| 8    | Royaume-Uni | Richard Nerurkar | 2 h 14 min 02 s |

| Rang | Pays     | Athlète            | Temps           |
| ---- | -------- | ------------------ | --------------- |
| 1    | Portugal | Manuela Machado    | 2 h 27 min 10 s |
| 2    | Russie   | Madina Biktagirova | 2 h 28 min 01 s |
| 3    | Italie   | Maura Viceconte    | 2 h 28 min 31 s |
| 4    | Italie   | Franca Fiacconi    | 2 h 28 min 59 s |
| 5    | Belgique | Marleen Renders    | 2 h 29 min 43 s |
| 6    | Espagne  | Rocio Rios         | 2 h 29 min 53 s |
| 7    | Russie   | Lyubov Morgunova   | 2 h 30 min 07 s |
| 8    | Russie   | Tatyana Razdrogina | 2 h 30 min 09 s |

### 20 km marche/10 km marche
| Rang | Pays        | Athlète                    | Temps           |
| ---- | ----------- | -------------------------- | --------------- |
| 1    | Russie      | Ilya Markov                | 1 h 21 min 10 s |
| 2    | Lettonie    | Aigars Fadejevs            | 1 h 21 min 25 s |
| 3    | Espagne     | Francisco Javier Fernández | 1 h 21 min 39 s |
| 4    | Allemagne   | Andreas Erm                | 1 h 21 min 53 s |
| 5    | Hongrie     | Sandor Urbanik             | 1 h 22 min 12 s |
| 6    | Biélorussie | Ivan Trotskiy              | 1 h 22 min 46 s |

| Rang | Pays     | Athlète          | Temps       |
| ---- | -------- | ---------------- | ----------- |
| 1    | Italie   | Annarita Sidoti  | 42 min 49 s |
| 2    | Italie   | Erica Alfridi    | 42 min 54 s |
| 3    | Portugal | Susana Feitor    | 42 min 55 s |
| 4    | Hongrie  | Maria Urbanik    | 42 min 59 s |
| 5    | Espagne  | Maria Vasco      | 43 min 02 s |
| 6    | Pologne  | Katarzyna Radtke | 43 min 09 s |

### 50 km marche
| Rang | Pays     | Athlète             | Temps           |
| ---- | -------- | ------------------- | --------------- |
| 1    | Pologne  | Robert Korzeniowski | 3 h 43 min 51 s |
| 2    | Finlande | Valentin Kononen    | 3 h 44 min 29 s |
| 3    | Russie   | Andrey Plotnikov    | 3 h 45 min 53 s |
| 4    | Espagne  | Mikel Odriozola     | 3 h 47 min 24 s |
| 5    | Pologne  | Tomasz Lipiec       | 3 h 48 min 05 s |
| 6    | Espagne  | Santiago Perez      | 3 h 48 min 17 s |

### 110 m haies/100 m haies
| Rang | Pays        | Athlète             | Temps   |
| ---- | ----------- | ------------------- | ------- |
| 1    | Royaume-Uni | Colin Jackson       | 13 s 02 |
| 2    | Allemagne   | Falk Balzer         | 13 s 12 |
| 3    | Pays-Bas    | Robin Korving       | 13 s 20 |
| 4    | Allemagne   | Florian Schwarthoff | 13 s 23 |
| 5    | Pologne     | Artur Kohutek       | 13 s 29 |
| 6    | Royaume-Uni | Tony Jarrett        | 13 s 32 |
| 7    | Allemagne   | Mike Fenner         | 13 s 38 |
| 8    | Belgique    | Jonathan N'Senga    | 13 s 54 |

| Rang | Pays      | Athlète               | Temps   |
| ---- | --------- | --------------------- | ------- |
| 1    | Bulgarie  | Svetla Dimitrova      | 12 s 56 |
| 2    | Slovénie  | Brigita Bukovec       | 12 s 65 |
| 3    | Russie    | Irina Korotya         | 12 s 85 |
| 4    | France    | Nicole Ramalalanirina | 12 s 87 |
| 5    | France    | Patricia Girard-Léno  | 12 s 89 |
| 6    | Allemagne | Heike Blassneck       | 13 s 02 |
| 7    | Suisse    | Julie Baumann         | 13 s 15 |
| 8    | France    | Linda Ferga           | 13 s 22 |

### 400 m haies
| Rang | Pays               | Athlète             | Temps   |
| ---- | ------------------ | ------------------- | ------- |
| 1    | Pologne            | Paweł Januszewski   | 48 s 17 |
| 2    | Russie             | Ruslan Mashchenko   | 48 s 25 |
| 3    | Italie             | Fabrizio Mori       | 48 s 71 |
| 4    | Portugal           | Carlos Silva        | 49 s 02 |
| 5    | Moldavie           | Vadim Zadoynov      | 49 s 10 |
| 6    | Italie             | Laurent Ottoz       | 49 s 15 |
| 7    | République tchèque | Jiří Mužík          | 50 s 51 |
| 8    | Russie             | Vladislav Shiryayev | 50 s 94 |

| Rang | Pays      | Athlète            | Temps   |
| ---- | --------- | ------------------ | ------- |
| 1    | Roumanie  | Ionela Tirlea      | 53 s 37 |
| 2    | Ukraine   | Tetyana Tereshchuk | 54 s 07 |
| 3    | Allemagne | Silvia Rieger      | 54 s 45 |
| 4    | Islande   | Gudrun Arnardóttir | 54 s 59 |
| 5    | Pays-Bas  | Ester Goossens     | 54 s 62 |
| 6    | Allemagne | Ulrike Urbansky    | 55 s 38 |
| 7    | Russie    | Anna Knoroz        | 55 s 47 |
| 8    | Irlande   | Susan Smith        | 55 s 61 |

### 3 000 m steeple
| Rang | Pays      | Athlète                 | Temps         |
| ---- | --------- | ----------------------- | ------------- |
| 1    | Allemagne | Damian Kallabis         | 8 min 13 s 10 |
| 2    | Italie    | Alessandro Lambruschini | 8 min 16 s 70 |
| 3    | Norvège   | Jim Svenöy              | 8 min 18 s 97 |
| 4    | Espagne   | Luis Martin             | 8 min 20 s 54 |
| 5    | Italie    | Luciano Di Prado        | 8 min 20 s 96 |
| 6    | Espagne   | Ramiro Morán            | 8 min 24 s 06 |
| 7    | Espagne   | Eliseo Martin           | 8 min 26 s 60 |
| 8    | Pologne   | Rafal Wojcik            | 8 min 27 s 74 |

### 4 × 100 m relais
| Rang | Pays        | Athlètes                                                                               | Temps   |
| ---- | ----------- | -------------------------------------------------------------------------------------- | ------- |
| 1    | Royaume-Uni | Allyn Condon Darren Campbell Douglas Walker Julian Golding                             | 38 s 52 |
| 2    | France      | Thierry Lubin Frédéric Krantz Christophe Cheval Needy Guims                            | 38 s 87 |
| 3    | Pologne     | Marcin Krzywanski Marcin Nowak Piotr Balcerzak Ryszard Pilarczyk                       | 38 s 98 |
| 4    | Grèce       | Alexandros Genovelis Aléxios Alexópoulos Georgios Panagiotopoulos Charalambos Papadias | 39 s 07 |
| 5    | Allemagne   | Patrick Schneider Jerome Crews Manuel Milde Marc Blume                                 | 39 s 09 |
| 6    | Suède       | Patrick Lövgren Matias Ghansah Torbjörn Eriksson Peter Karlsson                        | 39 s 32 |
| 7    | Pays-Bas    | Martijn Ungerer Patrick Snoek Patrick van Balkom Dennis Tilburg                        | 39 s 79 |
| 8    | Italie      | Francesco Scuderi Andrea Colombo Alessandro Attene Sandro Floris                       | 39 s 85 |

| Rang | Pays        | Athlètes                                                                  | Temps   |
| ---- | ----------- | ------------------------------------------------------------------------- | ------- |
| 1    | France      | Katia Benth Frédérique Bangué Sylviane Félix Christine Arron              | 42 s 59 |
| 2    | Allemagne   | Melanie Paschke Gabi Rockmeier Birgit Rockmeier Andrea Philipp            | 42 s 68 |
| 3    | Russie      | Olga Ekk Galina Malchugina Natalya Voronova Irina Privalova               | 42 s 73 |
| 4    | Ukraine     | Irina Pukha Tatyana Bonenko Anzhelika Shevchuk Anzhela Kravchenko         | 43 s 58 |
| 5    | Grèce       | Maria Tsoni Ekaterini Koffa Panayióta Koutroúli Ekateríni Thánou          | 44 s 01 |
| 6    | Finlande    | Heidi Hannula Sanna Kyllönen Johanna Manninen Heli Koivula-Kruger         | 44 s 10 |
| 7    | Italie      | Elena Apollonio Manuela Grillo Maria Ruggeri Manuela Levorato             | 44 s 46 |
| 8    | Biélorussie | Tatyana Barashko Margarita Molchan Natallia Salahub Natallia Safronnikova | 44 s 76 |

### 4 × 400 m relais
| Rang | Pays               | Athlètes                                                          | Temps         |
| ---- | ------------------ | ----------------------------------------------------------------- | ------------- |
| 1    | Royaume-Uni        | Mark Hylton Jamie Baulch Iwan Thomas Mark Richardson              | 2 min 58 s 68 |
| 2    | Pologne            | Piotr Rysiukiewicz Tomasz Czubak Piotr Haczek Robert Mackowiak    | 2 min 58 s 88 |
| 3    | Espagne            | Antonio Andres Juan Trull Andres Martinez David Canal             | 3 min 02 s 47 |
| 4    | Italie             | Walter Pirovano Marco Vaccari Andrea Nuti Ashraf Saber            | 3 min 02 s 48 |
| 5    | Suisse             | Laurent Clerc Kevin Widmer Alain Rohr Matthias Rusterholz         | 3 min 02 s 91 |
| 6    | Allemagne          | Stefan Letzelter Klaus Ehrnsperger Thomas Goller Jens Dautzenberg | 3 min 03 s 19 |
| 7    | République tchèque | Jan Poděbradský Jan Štefja Karel Bláha Jiří Mužík                 | 3 min 04 s 37 |
| 8    | France             | Pierre-Marie Hilaire Marc Foucan Fred Mango Stéphane Diagana      | DQ            |

| Rang | Pays               | Athlètes                                                                          | Temps         |
| ---- | ------------------ | --------------------------------------------------------------------------------- | ------------- |
| 1    | Allemagne          | Anke Feller Uta Rohlaender Silvia Rieger Grit Breuer                              | 3 min 23 s 03 |
| 2    | Russie             | Natalya Khrushchelyova Svetlana Goncharenko Yekaterina Bakhvalova Olga Kotlyarova | 3 min 23 s 56 |
| 3    | Royaume-Uni        | Donna Fraser Vikki Jamison Katharine Merry Allison Curbishley                     | 3 min 25 s 66 |
| 4    | Roumanie           | Otilia Ruicu Alina Rîpanu Mariana Florea Ionela Târlea                            | 3 min 27 s 24 |
| 5    | République tchèque | Jitka Burianová Ludmila Formanová Hana Benesová Helena Fuchsová                   | 3 min 27 s 54 |
| 6    | France             | Francine Landre Anita Mormand Marie-Françoise Opheltès Viviane Dorsile            | 3 min 27 s 61 |
| 7    | Italie             | Monika Niederstätter Francesca Carbone Fabiola Piroddi Virna de Angeli            | 3 min 29 s 31 |
| 8    | Hongrie            | Annamária Bori Barbara Petráhn Judit Szekeres                                     | 3 min 31 s 83 |

### Saut en hauteur
| Rang | Pays        | Athlète           | Hauteur |
| ---- | ----------- | ----------------- | ------- |
| 1    | Pologne     | Artur Partyka     | 2,34 m  |
| 2    | Royaume-Uni | Dalton Grant      | 2,34 m  |
| 3    | Russie      | Sergey Klyugin    | 2,32 m  |
| 4    | Allemagne   | Martin Buß        | 2,32 m  |
| 5    | Grèce       | Dimítrios Kokótis | 2,30 m  |
| 6    | Norvège     | Steinar Hoen      | 2,30 m  |
| 7    | Suède       | Stefan Holm       | 2,27 m  |
| 8    | Suède       | Staffan Strand    | 2,27 m  |

| Rang | Pays      | Athlète          | Hauteur |
| ---- | --------- | ---------------- | ------- |
| 1    | Roumanie  | Monica Dinescu   | 1,97 m  |
| 2    | Pologne   | Donata Jancewicz | 1,95 m  |
| 3    | Allemagne | Alina Astafei    | 1,95 m  |
| 4    | Autriche  | Sigrid Kirchmann | 1,92 m  |
| 5    | Bulgarie  | Venelina Veneva  | 1,92 m  |
| 6    | Russie    | Yelena Gulyayeva | 1,92 m  |
| 7    | Ukraine   | Vita Styopina    | 1,92 m  |
| 8    | Danemark  | Pia Zinck        | 1,89 m  |

### Saut en longueur
| Rang | Pays     | Athlète           | Distance |
| ---- | -------- | ----------------- | -------- |
| 1    | Russie   | Kirill Sosunov    | 8,28 m   |
| 2    | Roumanie | Bogdan Tarus      | 8,21 m   |
| 3    | Bulgarie | Petar Dachev      | 8,06 m   |
| 4    | Italie   | Simone Bianchi    | 8,02 m   |
| 5    | Suède    | Mattias Sunneborn | 8,01 m   |
| 6    | Slovénie | Gregor Cankar     | 8,00 m   |
| 7    | Italie   | Paolo Camossi     | 7,98 m   |
| 8    | Espagne  | Yago Lamela       | 7,93 m   |

| Rang | Pays      | Athlète          | Distance |
| ---- | --------- | ---------------- | -------- |
| 1    | Allemagne | Heike Drechsler  | 7,16 m   |
| 2    | Italie    | Fiona May        | 7,11 m   |
| 3    | Russie    | Lyudmila Galkina | 7,06 m   |
| 4    | Hongrie   | Tünde Vaszi      | 6,82 m   |
| 5    | Suède     | Erica Johansson  | 6,75 m   |
| 6    | Hongrie   | Zita Ajkler      | 6,64 m   |
| 7    | France    | Linda Ferga      | 6,64 m   |
| 8    | Allemagne | Susen Tiedtke    | 6,62 m   |

### Saut à la perche
| Rang | Pays      | Athlète            | Hauteur |
| ---- | --------- | ------------------ | ------- |
| 1    | Russie    | Maksim Tarasov     | 5,81 m  |
| 2    | Allemagne | Tim Lobinger       | 5,81 m  |
| 3    | France    | Jean Galfione      | 5,76 m  |
| 4    | Allemagne | Danny Ecker        | 5,76 m  |
| 5    | France    | Khalid Lachheb     | 5,60 m  |
| 6    | Allemagne | Andrej Tiwontschik | 5,50 m  |
| 7    | Russie    | Pavel Burlachenko  | 5,50 m  |
| 8    | Finlande  | Heikki Vääräniemi  | 5,50 m  |

| Rang | Pays      | Athlète             | Hauteur |
| ---- | --------- | ------------------- | ------- |
| 1    | Ukraine   | Anzhela Balakhonova | 4,31 m  |
| 2    | Allemagne | Nicole Humbert      | 4,31 m  |
| 3    | Allemagne | Yvonne Buschbaum    | 4,31 m  |
| 4    | Allemagne | Nastja Ryshich      | 4,15 m  |
| 4    | Roumanie  | Gabriela Mihalcea   | 4,15 m  |
| 4    | Pays-Bas  | Monique de Wilt     | 4,15 m  |
| 7    | Pologne   | Monika Pyrek        | 4,15 m  |
| 8    | Hongrie   | Zsuzsa Szabó        | 4,15 m  |

### Triple saut
| Rang | Pays        | Athlète              | Distance |
| ---- | ----------- | -------------------- | -------- |
| 1    | Royaume-Uni | Jonathan Edwards     | 17,99 m  |
| 2    | Russie      | Denis Kapustin       | 17,45 m  |
| 3    | Bulgarie    | Rostislav Dimitrov   | 17,26 m  |
| 4    | Biélorussie | Aleksandr Glavatskiy | 17,22 m  |
| 5    | Russie      | Vasiliy Sokov        | 17,16 m  |
| 6    | Allemagne   | Charles Friedek      | 17,04 m  |
| 7    | Hongrie     | Zsolt Czingler       | 17,03 m  |
| 8    | Israël      | Rogel Nachum         | 16,99 m  |

| Rang | Pays               | Athlète           | Distance |
| ---- | ------------------ | ----------------- | -------- |
| 1    | Grèce              | Olga Vasdeki      | 14,55 m  |
| 2    | République tchèque | Šárka Kašpárková  | 14,53 m  |
| 3    | Bulgarie           | Tereza Marinova   | 14,50 m  |
| 4    | Roumanie           | Rodica Mateescu   | 14,46 m  |
| 5    | Russie             | Tatyana Lebedeva  | 14,25 m  |
| 6    | Ukraine            | Yelena Govorova   | 14,24 m  |
| 7    | Biélorussie        | Natalya Safronova | 14,01 m  |
| 8    | Russie             | Yelena Donkina    | 13,92 m  |

### Lancer du javelot
| Rang | Pays        | Athlète        | Distance |
| ---- | ----------- | -------------- | -------- |
| 1    | Royaume-Uni | Steve Backley  | 89,72 m  |
| 2    | Royaume-Uni | Mick Hill      | 86,92 m  |
| 3    | Allemagne   | Raymond Hecht  | 86,63 m  |
| 4    | Russie      | Sergey Makarov | 86,45 m  |
| 5    | Finlande    | Juha Laukkanen | 84,78 m  |
| 6    | Royaume-Uni | Mark Roberson  | 84,15 m  |
| 7    | Allemagne   | Peter Blank    | 83,66 m  |
| 8    | Finlande    | Matti Närhi    | 82,59 m  |

| Rang | Pays      | Athlète            | Distance |
| ---- | --------- | ------------------ | -------- |
| 1    | Allemagne | Tanja Damaske      | 69,10 m  |
| 2    | Russie    | Tatyana Shikolenko | 66,92 m  |
| 3    | Finlande  | Mikaela Ingberg    | 64,92 m  |
| 4    | Norvège   | Trine Hattestad    | 63,16 m  |
| 5    | Finlande  | Heli Rantanen      | 62,34 m  |
| 6    | Allemagne | Steffi Nerius      | 62,08 m  |
| 7    | Italie    | Claudia Coslovich  | 60,73 m  |
| 8    | Hongrie   | Nikolett Szabó     | 60,56 m  |

### Lancer du disque
| Rang | Pays        | Athlète               | Distance |
| ---- | ----------- | --------------------- | -------- |
| 1    | Allemagne   | Lars Riedel           | 67,07 m  |
| 2    | Allemagne   | Jürgen Schult         | 66,69 m  |
| 3    | Lituanie    | Virgilijus Alekna     | 66,46 m  |
| 4    | Hongrie     | Robert Fazekas        | 65,13 m  |
| 5    | Italie      | Diego Fortuna         | 64,26 m  |
| 6    | Biélorussie | Vladimir Dubrovshchik | 63,96 m  |
| 7    | Allemagne   | Andreas Seelig        | 63,15 m  |
| 8    | Royaume-Uni | Robert Weir           | 61,92 m  |

| Rang | Pays        | Athlète             | Distance |
| ---- | ----------- | ------------------- | -------- |
| 1    | Allemagne   | Franka Dietzsch     | 67,49 m  |
| 2    | Russie      | Natalya Sadova      | 66,94 m  |
| 3    | Roumanie    | Nicoleta Grasu      | 65,94 m  |
| 4    | Biélorussie | Ellina Zvereva      | 65,92 m  |
| 5    | Grèce       | Ekateríni Vóngoli   | 63,56 m  |
| 6    | Allemagne   | Ilke Wyludda        | 63,46 m  |
| 7    | Grèce       | Anastasia Kelesidou | 62,95 m  |
| 8    | Biélorussie | Irina Yatchenko     | 61,20 m  |

### Lancer du poids
| Rang | Pays        | Athlète           | Distance |
| ---- | ----------- | ----------------- | -------- |
| 1    | Ukraine     | Oleksandr Bahach  | 21,17 m  |
| 2    | Allemagne   | Oliver-Sven Buder | 20,98 m  |
| 3    | Ukraine     | Yuriy Bilonoh     | 20,92 m  |
| 4    | Yougoslavie | Dragan Peric      | 20,65 m  |
| 5    | Italie      | Paolo Dal Soglio  | 20,50 m  |
| 6    | Finlande    | Mika Halvari      | 20,33 m  |
| 7    | Espagne     | Manuel Martínez   | 20,02 m  |
| 8    | Allemagne   | Michael Mertens   | 19,67 m  |

| Rang | Pays        | Athlète              | Distance |
| ---- | ----------- | -------------------- | -------- |
| 1    | Ukraine     | Vita Pavlysh         | 21,69 m  |
| 2    | Russie      | Irina Korzhanenko    | 19,71 m  |
| 3    | Biélorussie | Yanina Korolchik     | 19,23 m  |
| 4    | Russie      | Svetlana Krivelyova  | 19,08 m  |
| 5    | Pologne     | Katarzyna Zakowicz   | 18,77 m  |
| 6    | Allemagne   | Nadine Kleinert      | 18,48 m  |
| 7    | Pays-Bas    | Corrie de Bruin      | 18,28 m  |
| 8    | Biélorussie | Tatyana Khorkhulyova | 18,17 m  |

### Lancer du marteau
| Rang | Pays        | Athlète             | Distance |
| ---- | ----------- | ------------------- | -------- |
| 1    | Hongrie     | Tibor Gécsek        | 82,87 m  |
| 2    | Hongrie     | Balázs Kiss         | 81,26 m  |
| 3    | Allemagne   | Karsten Kobs        | 80,13 m  |
| 4    | Allemagne   | Heinz Weis          | 80,04 m  |
| 5    | Pologne     | Szymon Ziolkowski   | 78,16 m  |
| 6    | Grèce       | Hristos Polyhroniou | 77,97 m  |
| 7    | Biélorussie | Igor Astapkovich    | 77,81 m  |
| 8    | Hongrie     | Adrián Annus        | 77,29 m  |

| Rang | Pays        | Athlète            | Distance |
| ---- | ----------- | ------------------ | -------- |
| 1    | Roumanie    | Mihaela Melinte    | 71,17 m  |
| 2    | Russie      | Olga Kuzenkova     | 69,28 m  |
| 3    | Allemagne   | Kirsten Münchow    | 65,61 m  |
| 4    | Allemagne   | Simone Mathes      | 64,05 m  |
| 5    | Hongrie     | Katalin Divós      | 63,74 m  |
| 6    | Biélorussie | Lyudmila Gubkina   | 63,03 m  |
| 7    | Pologne     | Kamila Skolimowska | 62,68 m  |
| 8    | Russie      | Alla Davydova      | 62,36 m  |

### Décathlon/Heptathlon
| Rang | Pays               | Athlète             | Points    |
| ---- | ------------------ | ------------------- | --------- |
| 1    | Estonie            | Erki Nool           | 8 667 pts |
| 2    | Finlande           | Eduard Hämäläinen   | 8 587 pts |
| 3    | Russie             | Lev Lobodin         | 8 571 pts |
| 4    | Islande            | Jón Arnar Magnússon | 8 552 pts |
| 5    | République tchèque | Tomáš Dvořák        | 8 506 pts |
| 6    | République tchèque | Roman Šebrle        | 8 477 pts |
| 7    | Hongrie            | Dezső Szabó         | 8 392 pts |
| 8    | Allemagne          | Mike Maczey         | 8 174 pts |

| Rang | Pays        | Athlète              | Points    |
| ---- | ----------- | -------------------- | --------- |
| 1    | Royaume-Uni | Denise Lewis         | 6 559 pts |
| 2    | Pologne     | Urszula Wlodarczyk   | 6 460 pts |
| 3    | Biélorussie | Natalya Sazanovich   | 6 410 pts |
| 4    | Lituanie    | Remigija Nazarovienė | 6 394 pts |
| 5    | Russie      | Irina Belova         | 6 375 pts |
| 6    | Allemagne   | Sabine Braun         | 6 259 pts |
| 7    | Allemagne   | Karin Specht         | 6 239 pts |
| 8    | France      | Marie Collonvillé    | 6 218 pts |

## Légende
- WR : Record du monde
- WMR : Record des championnats
- NR : Record national
- ER : Record d'Europe